# 坦格岬
67°27′S 46°45′E / 67.450°S 46.750°E
坦格岬是南極洲的海岬，位於恩德比地，處於凱西灣以西，該海岬在1956年11月由澳大利亞的探險隊拍攝空中照片，現時由南極條約體系管理。